# Laura Davies

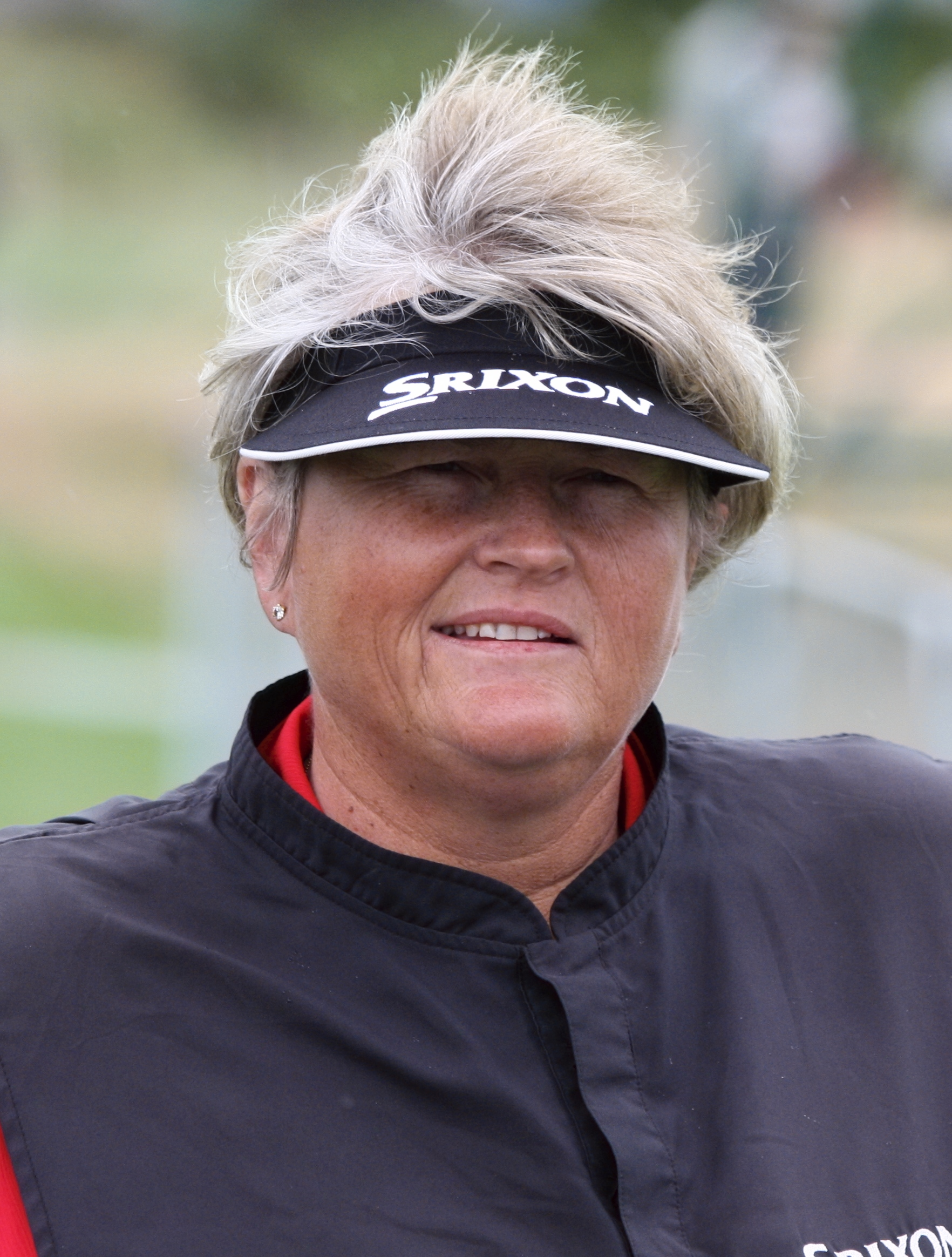
Laura Davies en el Abierto Británico de 2009

Laura Jane Davies (Coventry, Inglaterra, Reino Unido, 5 de octubre de 1963) es una golfista inglesa que ha obtenido 84 victorias profesionales a lo largo de su carrera.
En torneos mayores ha logrado cuatro victorias: el Abierto de los Estados Unidos de 1987, el Campeonato de la LPGA de 1994 y 1996 y el Abierto de Canadá de 1996. Además fue segunda en el Campeonato de la LPGA de 1995, el Campeonato Dinah Shore en 1994 y el Abierto de Canadá de 1988 y 1999, y tercera en el Campeonato de la LPGA en 2005, el Campeonato Dinah Shore de 1995 y 1998 y el Abierto de Canadá de 1991. En total, ha acumulado 14 top 5 y 21 top 10 en torneos mayores.
En el LPGA Tour estadounidense, Davies ha conseguido 20 victorias y 127 top 10. La golfista acabó primera en la lista de ganancias de la temporada 1994, y segunda en 1995 y 1996. A su vez, resultó primera en la Orden del Mérito del Ladies European Tour en siete temporadas: 1985, 1986, 1992, 1996, 1999, 2004 y 2006; además lidera el historial de victorias con 45. 
Entre sus victorias se destacan el Campeonato McDonald's de 1993 y el LPGA Tour Championship de 1998, el Abierto Británico de 1986, el Masters Evian de 1995 y 1996, el Masters de Australia de 1993, 1994 y 2003, y el Abierto de Australia de 2004 y 2009.
Por otra parte, Davies disputó doce ediciones de la Copa Solheim entre 1990 y 2011 para la selección europea, logrando 25 puntos en 46 partidos. También jugó la Copa Lexus de 2006 para Europa, y la Copa Mundial de Golf de 2005, 2006 y 2007 con Inglaterra. Desde 2013, compite en la Copa Handa de veteranas.
En 2004, Davies fue la primera mujer en disputar un torneo del European Tour, el Campeonato ANZ de Australia, donde finalizó penúltima.
En 2018 triunfó en la primera edición del Abierto de Estados Unidos Senior Femenino y la segunda edición del Campeonato de la LPGA Senior.
A partir de la década de 2000, Davies ha trabajado como comentarista de golf en la cadena de televisión británica BBC. La golfista estuvo a punto de ingresar en el Salón de la Fama del Golf Mundial por sus resultados, pero finalmente ingresó por votación en 2015. Davies fue nombrada Miembro de la Orden del Imperio Británico en 1988, Comandante en 2000 y Dama Comandante en 2014. En 2015 se convirtió en una de las primeras mujeres socias de The Royal and Ancient Golf Club of St Andrews.